# Gomphus (klínatka)
Gomphus je rod vážek z čeledi klínatkovití. Česky je rod pojmenovaný klínatka, stejně jako rody Onychogomphus, Ophiogomphus a Stylurus. Na celém světě existuje asi 51 druhů tohoto rodu. V Česku se vyskytují dva druhy, klínatka obecná a klínatka žlutonohá.